# Шеньянський військовий округ

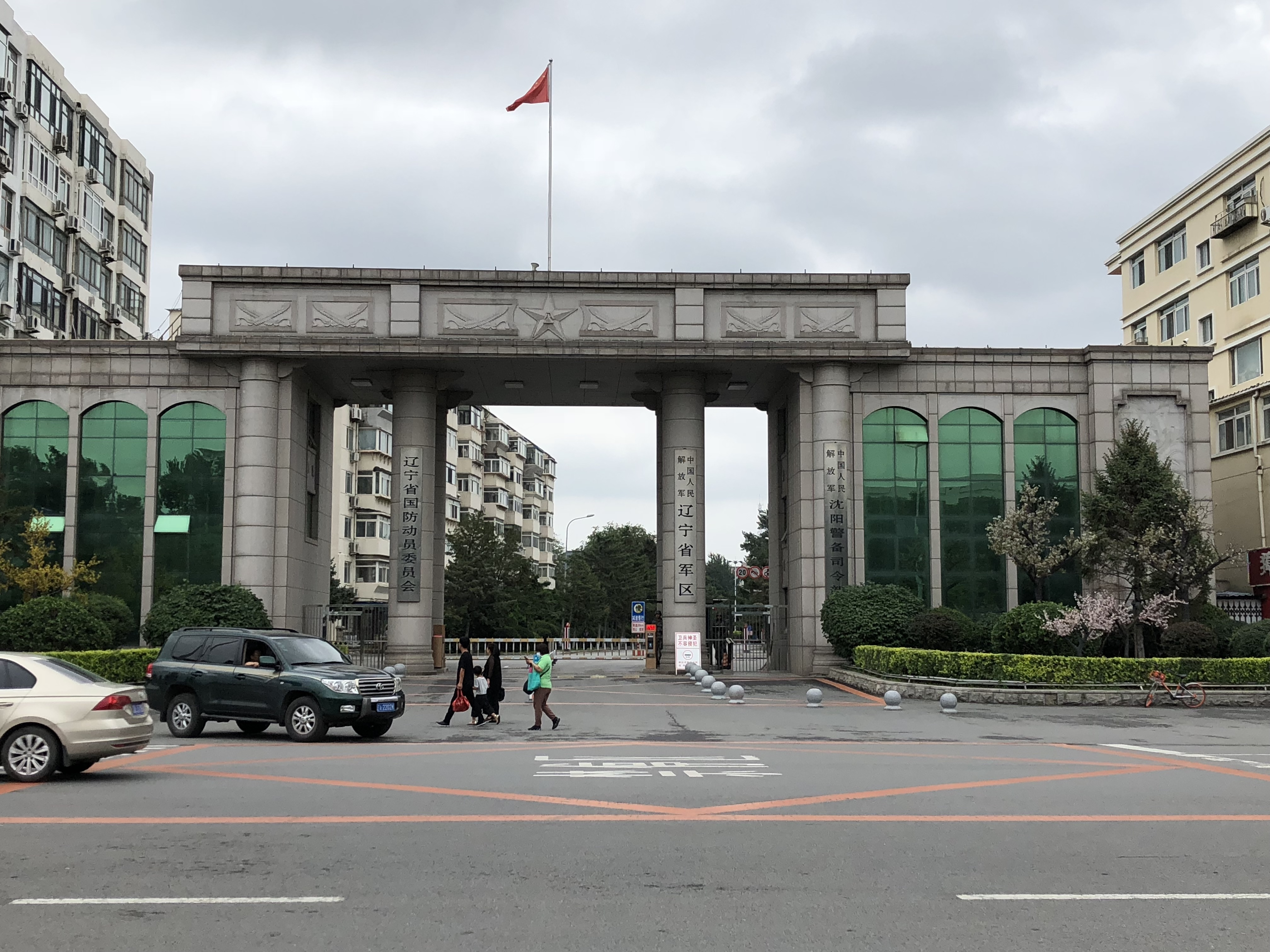
Штаб військового округу провінції Ляонін, який перебуває у підпорядкуванні Шеньянського військового округу

Шеньянський військовий округ — один із семи колишніх військових округів КНР. Був розташований на північному сході Китаю, до його складу входили збройні сили в провінціях Цзилінь, Хейлунцзян та Ляонін. Штаб знаходився в місті Шеньян.
За даними Міжнародного інституту стратегічних досліджень, на території округу в 2006 розміщувалися три загальновійськові армії, що налічують загалом близько 250 000 осіб. Командувач округу - Чжан Юся, комісар округу - Хуан Сяньчжун.
У липні 2009 на полігоні Таонань Шеньянського військового округу проходили спільні російсько-китайські антитерористичні навчання «Мирна місія - 2009».
1 лютого 2016 округ розформовано. Військові частини увійшли до складу новоствореного Північного військового округу.

## Командувачі
- 1955-1959 Ден Хуа
- 1959-1973 Чень Сілянь
- 1973-1985 Лі Дешен
- 2004-2007 Чан Ваньцюань
- 2007-2012 Чжан Юся